# Passiflora maguirei
Passiflora maguirei là một loài thực vật có hoa trong họ Lạc tiên. Loài này được Killip mô tả khoa học đầu tiên năm 1948.